# Campeonato de Australia 1963
Lista de los campeones del Abierto de Australia de 1963:

## Individual masculino
Roy Emerson (AUS) d. Ken Fletcher (AUS),  6–3, 6–3, 6–1

## Individual femenino
Margaret Court (AUS) d. Jan Lehane O'Neill (AUS), 6–2, 6–2

## Dobles masculino
Bob Hewitt (RSA)/Fred Stolle (AUS)

## Dobles femenino
Margaret Court (AUS)/Robyn Ebbern (AUS)

## Dobles mixto
Margaret Court (AUS)/Ken Fletcher (AUS)
| Predecesor: 1962                                       | Abierto de Australia 1963 | Sucesor: 1964                         |
| Predecesor: Campeonato nacional de Estados Unidos 1962 | Grand Slam 1963           | Sucesor: Torneo de Roland Garros 1963 |

- Datos: Q2717888